# Медицинская газета
«Медицинская газета» — российское и советское периодическое профессиональное врачебное издание.

## История
Издается с 1893 года[уточнить].
Предшественником издания является газета «Известия советской медицины» - официальный орган Совета врачебных коллегий при СНК РСФСР, которая выходила в мае—июле 1918 года.
С 15 января 1938 года в Москве началось издание газеты под названием «Медицинский работник» в качестве печатного органа народного комиссариата здравоохранения СССР. В 1938 году её тираж составлял 50 тыс. экземпляров, позднее был увеличен.
После Великой Отечественной войны являлась печатным органом Министерства здравоохранения СССР, медицинской промышленности и ЦК профсоюза медицинских работников.
С ноября 1962 года выходит под названием «Медицинская газета».
В 1974 году тираж составлял 1 млн 200 тыс. экземпляров, в 1979 году - 1 млн. 140 тыс. ээкземпляров.
11 февраля 1988 года газета была награждена орденом Трудового Красного Знамени.

## Цели
Освещает деятельность учреждений здравоохранения, медицинских вузов и научно-исследовательских институтов, предприятий медицинской промышленности, а также государственных органов и общественных организаций по охране здоровья населения, рассказывает о достижениях отечественной и зарубежной медицины, жизни профсоюзных организаций, работе общества Красного Креста и Красного Полумесяца, состоянии здравоохранения в различных странах мира.
Распространяется по подписке в России и других странах СНГ, ныне выходит по средам и пятницам.